# Symmigma minimum
Genre
Espèce
Synonymes
- Lophocarenum minimum Emerton, 1923

Symmigma minimum, unique représentant du genre Symmigma, est une espèce d'araignées aranéomorphes de la famille des Linyphiidae.

## Distribution
Cette espèce se rencontre aux États-Unis en Alaska et au Washington et au Canada en Colombie-Britannique et en Alberta,.

## Publications originales
- Emerton, 1923 : New spiders from canada and the adjoining states, No. 3. The Canadian Entomologist, vol. 55, p. 238-243 (texte intégral).
- Crosby & Bishop, 1933 : American spiders: Erigoneae, males with cephalic pits. Annals of the Entomological Society of America, vol. 26, p. 105-172.